# 社会福祉士介護福祉士学校指定規則
社会福祉士介護福祉士養成学校指定規則（しゃかいふくししかいごふくししがっこうしょくぎょうのうりょくかいはつこうとうようせいがっこうしていきそく、平成20年3月24日文部科学省、厚生労働省令第2号）は、2008年3月24日に、日本国の社会福祉士及び介護福祉士法に基づき公布された省令である。
もともと、「社会福祉士介護福祉士学校養成施設指定規則」として学校、養成施設を合わせて厚生労働省令で定めていたものを、平成20年に学校の指定については、文部科学省・厚生労働省令で定めることになり制定された。

## 教育内容
- 基礎分野
  - 人間とその生活の理解
- 専門分野
  - 社会福祉概論（講義）
  - 老人福祉論（講義）
  - 障害者福祉論（講義）
  - リハビリテーション論（講義）
  - 社会福祉援助技術（講義）
  - 社会福祉援助技術演習（演習）
  - レクリエーション活動援助法（演習）
  - 老人・障害者の心理（講義）
  - 家政学概論（講義）
  - 家政学実習（実習）
  - 医学一般（講義）
  - 精神保健（講義）
  - 介護概論（講義）
  - 介護技術（演習）
  - 形態別介護技術（演習）
  - 介護実習（実習）
  - 介護実習指導（演習）

## 科目
- 社会福祉原論
- 老人福祉論
- 障害者福祉論
- 児童福祉論
- 社会保障論
- 公的扶助論
- 地域福祉論
- 社会福祉援助技術論
- 社会福祉援助技術演習
- 社会福祉援助技術現場実習
- 社会福祉援助技術現場実習指導
- 心理学
- 社会学
- 法学
- 医学一般
- 介護概論